# Sindères
Sindères est une ancienne commune du Sud-Ouest de la France, située dans le département des Landes (région Nouvelle-Aquitaine). Depuis le 1er janvier 2019, elle est une commune déléguée de Morcenx-la-Nouvelle.

## Géographie

### Localisation
Commune située dans la grande-Lande en forêt des Landes.

### Communes limitrophes
|                | Solférino                                        | Morcenx (Morcenx-la-Nouvelle, par un quadripoint) |
| Onesse-Laharie | Sindères                                         | Garrosse (Morcenx-la-Nouvelle)                    |
|                | Lesperon, Rion-des-Landes, (par un quinquepoint) |                                                   |

## Toponymie
Le nom de Sindères signifie « sentier » en gascon.

## Histoire
Dans l'Antiquité, la localité est une station sur la voie romaine construite sous l'empereur Auguste et reliant Bordeaux (Burdigala) à Dax Aquae Tarbellicae). Elle figure dans l'itinéraire d'Antonin sous le nom de Coaequosa.
Cette localité se situe sur l'un des nombreux chemins secondaires de Saint-Jacques-de-Compostelle qui traversent le département des Landes.
Le 6 octobre 2007, la mairie a été victime d'un incendie, semble-t-il volontaire.
Le 1er janvier 2019, la commune fusionne avec Arjuzanx, Garrosse et Morcenx pour former la commune nouvelle de Morcenx-la-Nouvelle dont la création est actée par un arrêté préfectoral du 16 novembre 2018.

## Politique et administration
| Période                                  | Période  | Identité       | Étiquette | Qualité           |
| ---------------------------------------- | -------- | -------------- | --------- | ----------------- |
| 1983                                     | en cours | Antoine Menaut | DVD       | Gérant de société |
| Les données manquantes sont à compléter. |          |                |           |                   |

## Démographie
| 1793 | 1800 | 1806 | 1821 | 1831 | 1836 | 1841 | 1846 | 1851 |
| ---- | ---- | ---- | ---- | ---- | ---- | ---- | ---- | ---- |
| 192  | 128  | 163  | 234  | 261  | 250  | 253  | 261  | 285  |

| 1856 | 1861 | 1866 | 1872 | 1876 | 1881 | 1886 | 1891 | 1896 |
| ---- | ---- | ---- | ---- | ---- | ---- | ---- | ---- | ---- |
| 283  | 251  | 346  | 366  | 349  | 353  | 334  | 349  | 323  |

| 1901 | 1906 | 1911 | 1921 | 1926 | 1931 | 1936 | 1946 | 1954 |
| ---- | ---- | ---- | ---- | ---- | ---- | ---- | ---- | ---- |
| 332  | 322  | 313  | 303  | 263  | 240  | 213  | 169  | 185  |

| 1962 | 1968 | 1975 | 1982 | 1990 | 1999 | 2005 | 2006 | 2010 |
| ---- | ---- | ---- | ---- | ---- | ---- | ---- | ---- | ---- |
| 181  | 210  | 174  | 134  | 154  | 179  | 179  | 186  | 185  |

| 2015 | 2016 | - | - | - | - | - | - | - |
| ---- | ---- | - | - | - | - | - | - | - |
| 187  | 186  | - | - | - | - | - | - | - |

## Lieux et monuments
- Église Sainte-Marie-Madeleine-et-Saint-Blaise de Sindères
- Fontaine miraculeuse la Houn de Magdeleune, la pierre de Sindères : Christ en croix sur une face et sur l'autre saint Michel terrassant le dragon.
- L'intersection du 44e parallèle nord et du 1er méridien à l'ouest de Greenwich se trouve sur le territoire de la commune (voir aussi le Degree Confluence Project).

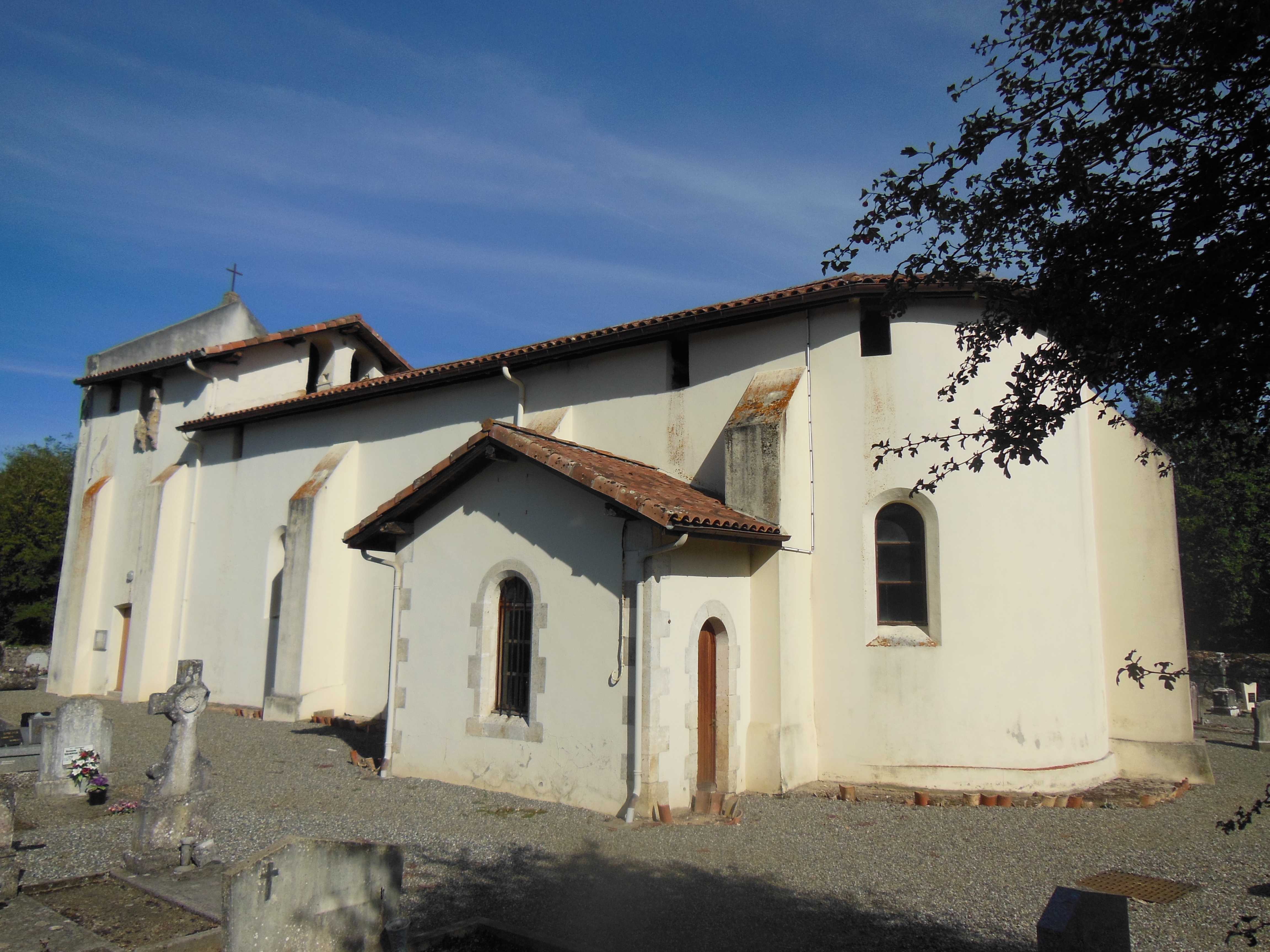
Église de Sindères.

## Pour approfondir